# Thomas Francis Brennan
Thomas Francis Brennan (* 6. Oktober 1853 in Tipperary, Irland; † 20. März 1916 in Grottaferrata, Italien) war ein US-amerikanischer römisch-katholischer Geistlicher. Brennan war der erste Bischof des Bistums Dallas.

## Leben
Thomas Brennan war der Sohn von James und Margaret Brennan. Im Alter von acht Jahren zog Brennan 1863 mit seinen Eltern in die Vereinigten Staaten, wo er im US-Bundesstaat New York ein neues Zuhause fand. Hier begann er das Studium am St. Bonaventure’s in Allegany County. Als junger Mann ging er nach Europa, wo er zunächst an der Universität Rouen in Frankreich, später an der Universität Innsbruck in Österreich-Ungarn sein Studium fortsetzte. In Innsbruck erwarb er 1876 seinen Doktortitel.
Am 4. Juli 1880 empfing Brennan in Brixen, im heutigen Südtirol, das Sakrament der Bischofsweihe, welches ihm Diözesanbischof Johann von Leiß spendete. Danach ging er in die USA zurück, wo er in den 1880er Jahren im Bistum Erie in Philadelphia als Kaplan in einigen Gemeinden sein seelsorgerisches Wirken tat.
Papst Leo XIII. ernannte den erst 37-jährigen Brennan am 9. Januar 1891 zum ersten Bischof des Bistums Dallas. Die Bischofsweihe spendeten ihm am 5. April 1891 der Bischof von Erie, Tobias Mullen und die Mitkonsekratoren, die Bischöfe Richard Phelan und Thomas McGovern. Brennan galt als begnadeter Redner und charismatischer Bischof, dessen Reden in verschiedenen Tageszeitungen publiziert wurden. Auch gründete er den Texas Catholic. Auf der anderen Seite war er ein Mann, der nicht in der Lage war, mit hohen Geldbeträgen umzugehen. Im Zeitraum von eineinhalb Jahren ließ er elf Kirchengebäude errichten, in den Städten Texarkana, Forney, Pilot Point, Muenster, Windthorst, Lindsay, Wichita Falls, Clarendon, Fort Worth, Waxahachie und Denton. Die Kosten dazu hatte er unterschätzt, so dass er unbewusst einen Berg von Schulden anhäufte.
Am 17. November 1892 musste er im Vatikan dem Papst Rede und Antwort stehen und wurde in der Folge dessen von seinem Amt als Bischof abgezogen. Bereits drei Monate später, am 1. Februar 1893, wurde er vom Papst nach Neufundland in Kanada versetzt, wo er unter Bischof Thomas James Power zum Weihbischof des Erzbistums Saint John’s, Neufundland ernannt wurde.
Im Dezember 1904 zog er nach Rom, wo er am 7. Oktober 1905 von Papst Pius X. zum Titularbischof von Caesarea in Mauretania ernannt wurde.
Die letzten Jahre seines Lebens verbrachte er in einem Kloster der Kongregation der Basiliuspriester in Grottaferrata, einem Vorort von Rom. Hier starb er im März 1916 im Alter von 62 Jahren.